# John Etheridge (Bischof)
John Etheridge CP (* 2. Oktober 1935 in Adelaide; † 14. August 2002) war Bischof von Vanimo.

## Leben
John Etheridge trat der Ordensgemeinschaft der Passionisten bei und empfing am 13. Januar 1971 die Priesterweihe.
Papst Johannes Paul II. ernannte ihn am 24. April 1980 zum Bischof von Vanimo. Der Erzbischof von Port Moresby, Herman To Paivu, spendete ihm am 12. August desselben Jahres die Bischofsweihe; Mitkonsekratoren waren Leo Clement Andrew Arkfeld SVD, Erzbischof von Madang, und Louis Vangeke MSC, Altbischof von Bereina.
Von diesem Amt trat er am 7. Februar 1989 zurück.